# Muides-sur-Loire

Muides-sur-Loire este o comună în departamentul Loir-et-Cher, Franța. În 1 ianuarie 2022 avea o populație de 1.250 de locuitori.